# Народно читалище „Христо Ботев – 1928“
Народно читалище „Христо Ботев – 1928“ е читалище в село Черногорово, област Пазарджик.
Читалището е основано през 1928 г. В периода 1958 – 1960 г. е построен читалищен дом с библиотека, читалня, театрален салон и кино, който тържествено е открит на 12 ноември 1961 г. Читалището включва читалищна библиотека, читалищен салон и архив.
Към читалището се провеждат кръжоците по краезнание и „Млад приятел на книгата“. Действат клуб за народни танци „Китен наниз“ и женска фолклорна певческа група. Осъществява се работа с хора от клуб на инвалида „Вяра“, към който има женска фолклорна певческа група.